# Portrait (prémonitoire) de Guillaume Apollinaire
Pour les articles homonymes, voir Portrait de Guillaume Apollinaire.
Portrait (prémonitoire) de Guillaume Apollinaire (en italien, Ritratto [premonitore] di Guillaume Apollinaire) est un tableau du peintre italien Giorgio De Chirico réalisé en 1914 et qui constitue un portrait de son ami, le poète français Guillaume Apollinaire. 
Bien que cette peinture à l'huile et au fusain sur toile se soit d'abord appelée Homme-cible (et son titre définitif attribué seulement après la blessure d'Apollinaire), elle peut être considérée comme doublement prémonitoire. D'abord parce qu'elle représente un fin cercle blanc comparable à une cible sur la tempe d'une ombre figurant son sujet, précisément à l'endroit où celui-ci sera frappé par un éclat d'obus en 1916. Du fait de son univers métaphysique et son usage de symboles renvoyant à Orphée, l'œuvre annonce par ailleurs le surréalisme.

## Expositions
Il est exposé de l'Orangerie au musée à Paris.
- Apollinaire, le regard du poète, musée de l'Orangerie, Paris, 2016 — n°137.